# Le miracle de sainte Véronique
Le miracle de sainte Véronique è un cortometraggio del 1903 diretto da Lucien Nonguet e Ferdinand Zecca. Ventesimo episodio del film La Vie et la Passion de Jésus-Christ (1903), che è composto da 27 episodi.

## Trama
Santa Veronica asciuga il sudore di Gesù dalla sua fronte con un panno bianco, sul quale appare una somiglianza del suo volto.